# Ітонвілл (Флорида)
Ітонвілл (англ. Eatonville) — місто (англ. town) в США, в окрузі Орандж штату Флорида. Населення — 2349 осіб (2020).

## Географія
Ітонвілл розташований за координатами 28°36′54″ пн. ш. 81°23′32″ зх. д. / 28.61500° пн. ш. 81.39222° зх. д. (28.614956, -81.392327).  За даними Бюро перепису населення США в 2010 році місто мало площу 2,90 км², з яких 2,56 км² — суходіл та 0,34 км² — водойми.

## Демографія
Згідно з переписом 2010 року, у місті мешкало 2159 осіб у 674 домогосподарствах у складі 495 родин. Густота населення становила 745 осіб/км².  Було 811 помешкання (280/км²).
Расовий склад населення:
| - 84,5 % — чорних або афроамериканців - 12,2 % — білих - 0,7 % — азіатів - 1,4 % — осіб інших рас |

До двох чи більше рас належало 1,1 %. Частка іспаномовних становила 9,1 % від усіх жителів.
За віковим діапазоном населення розподілялося таким чином: 24,6 % — особи молодші 18 років, 61,3 % — особи у віці 18—64 років, 14,1 % — особи у віці 65 років та старші. Медіана віку мешканця становила 38,9 року. На 100 осіб жіночої статі у місті припадало 91,4 чоловіків;  на 100 жінок у віці від 18 років та старших — 89,0 чоловіків також старших 18 років.
Середній дохід на одне домашнє господарство  становив 39 745 доларів США (медіана — 26 215), а середній дохід на одну сім'ю — 37 079 доларів (медіана — 29 615). Медіана доходів становила 32 031 долар для чоловіків та 27 386 доларів для жінок. За межею бідності перебувало 43,0 % осіб, у тому числі 54,7 % дітей у віці до 18 років та 20,4 % осіб у віці 65 років та старших.
Цивільне працевлаштоване населення становило 659 осіб. Основні галузі зайнятості: освіта, охорона здоров'я та соціальна допомога — 25,0 %, мистецтво, розваги та відпочинок — 18,7 %, науковці, спеціалісти, менеджери — 17,5 %.